# Plecoptera nimba
Plecoptera nimba är en fjärilsart som beskrevs av Fletcher och Pierre E.L. Viette 1955. Plecoptera nimba ingår i släktet Plecoptera och familjen nattflyn. Inga underarter finns listade i Catalogue of Life.